# باد آيبلينغ
باد آيبلينغ (بالألمانية: Bad Aibling) هي مدينة، Peat pulp bath و بلدة ألمانية تقع في ألمانيا في روزنهايم.

## المدن التوأمة
مدينة Cavaion Veronese هي مدينة توأمة لـباد آيبلينغ.

## أعلام
- إليونور باور
- جوسيف شميد
- يوليان فايغل